# 労働金庫法
労働金庫法（ろうどうきんこほう、昭和28年8月17日法律第227号）は、労働組合、消費生活協同組合その他労働者の団体が協同して組織する労働金庫の制度を確立して、これらの団体の行う福利共済活動のために金融の円滑を図り、もってその健全な発達を促進するとともに労働者の経済的地位の向上に資することに関する法律である。

## 構成
- 第一章　総則（第1条―第10条の2）
- 第二章　会員（第11条―第21条）
- 第三章　設立及び事業免許の申請（第22条―第30条）
- 第四章　管理
  - 第一節　通則（第31条）
  - 第二節　役員（第32条―第37条の7）
  - 第三節　理事会（第38条―第40条）
  - 第四節　計算書類等の監査等（第41条―第41条の4）
  - 第五節　役員等の責任（第42条―第42条の4）
  - 第六節　顧問及び参事（第43条―第45条）
  - 第七節　総会等（第46条―第54条）
  - 第八節　総代会（第55条・第55条の2）
  - 第九節　出資一口の金額の減少（第56条―第57条の2）
- 第五章　事業（第58条・第58条の2）
- 第五章の二　子会社等（第58条の3―第58条の6）
- 第六章　経理（第59条―第61条）
- 第七章　事業の譲渡又は譲受け及び合併（第62条―第65条）
- 第八章　解散及び清算（第66条―第68条）
- 第九章　登記（第69条―第89条）
- 第九章の二　全国労働金庫協会（第89条の2）
- 第九章の三　労働金庫代理業（第89条の3・第89条の4）
- 第十章　雑則（第90条―第98条の4）
- 第十一章　罰則（第99条―第103条）
- 附則